# Мултиграф
Мултиграф е термин математиката който се означава с G(V,E,fG), където:
- V={v1,v2,...,vn} е крайно множество от елементи наречени върхове.
- Е={е1,е2,...,еn} е крайно множество от елементи наречени ребра.
- fG е функция fG→VxV съпоставяща на едно ребро два върха.

G(V,E,fG) наричаме още краен ориентиран мултиграф.
Ако функцията fG е еднозначна то G е краен ориентиран граф.

## Графично изображение
Мултиграфите се изобразяват графично като всеки връх vi∈V като точка в равнината, а всяко е∈Е такова, че fG=(vi,vj), с линия започващата от vi и завършваща със стрелка в vj. Ребрата от типа (vi,vi) се наричат примки.